# タジク語
タジク語（タジクご）またはタジク・ペルシア語（タジク・ペルシアご）は、主にタジキスタン共和国とウズベキスタンのタジク人が母語としている言語で、タジキスタン共和国の公用語。系統的にはインド・ヨーロッパ語族イラン語派に属し、アフガニスタンのダリー語、イランのペルシア語とともに、新ペルシア語を基盤とする言語である。
歴史的には「ペルシア語」（ファールシー）と呼ばれていた言語であり、「タジク語」という名称は当時のソ連国内のペルシア語を指す呼称として1920年代に作られたものである。標準語はサマルカンド、ブハラ地方の方言（ドゥシャンベの北西部もこの方言圏に含まれる）に基づいている。
話者はタジキスタンを中心に、ウズベキスタン、キルギスなどに分布する。話者の総数は約850～1000万人とされ、その大半が旧ソビエト連邦圏内に暮らす。タジキスタンでは人口の約80%がタジク語を母語とする。タジキスタンの他にはウズベキスタンに約933,560人、キルギスに33,518人、カザフスタンに25,514人。
アフガニスタンのタジク人の言語はダリー語と呼ばれている。ダリー語とタジク語はともにペルシア語の東部方言に属しており、西部方言に属するイランのペルシア語と比べて古い時代のペルシア語の発音を留めている（ただし、ダリー語のほうがより古風である）。ペルシア語（タジク語、ダリー語、イラン・ペルシア語）はいずれもアラビア語の語彙を多く含んでいるが、タジク語にはロシア語及びウズベク語などのテュルク諸語の語彙が多く含まれ、構文にもウズベク語の影響が見られる。一方、ダリー語はパシュトー語の語彙も多く含み、英語やヒンドゥスターニー語からも語彙を取り入れている。イラン・ペルシア語は、近代に取り入れた語彙はフランス語からのものが多い。書き言葉としてのペルシア語はどの地域でも通用するが、話し言葉による地方の方言の格差は、イントネーションと発音に大きな違いが見られる。
中国のタジク族の言語（サリコル語、ワクヒ語）も「タジク語」と総称されているが、これらは東イラン語群に属するパミール語系の言語であり、西イラン語群に属するペルシア語（本稿のタジク語）とは別の系統に属する。

## 前史
元来、中央アジアに暮らしていたタジク（タージーク）と呼ばれるペルシア語を話すイラン系の人々が使用していた方言の一種であった。「タージーク」の語源については諸説あるが、10世紀以降テュルク系の諸政権が中央アジア・イランで台頭すると、「テュルク」に対して「ペルシア語を読み書きできる（ムスリム系の）人々」の意味で「タージーク」という単語が使われるようになる。当時は書き言葉そのものは近世ペルシア語であり、イラン、アフガニスタンなどのペルシア語文化を共有していた。
7世紀のアラブ征服時代にはじまるウマイヤ朝、アッバース朝による中央アジア征服の結果、旧サーサーン朝系のペルシア人の後裔たちはアラブ諸部族の入植に伴って、ソグディアナなど中央アジアの各地へ入植した。アッバース朝カリフ・マアムーンの時代にマアムーンのクーデターに協力したサーサーン朝貴族の末裔とされるサーマーン家の人々は、カリフ政権からホラーサーン、中央アジアの各地の支配を委任され、ついには875年にアッバース朝第15代カリフ・ムウタミドからマー・ワラー・アンナフル全域の支配権を改めて与えられてサーマーン朝を開いた。彼らはアラビア語の語彙と文字を用いてサーサーン朝でのペルシア語であるパフラヴィー語（中世ペルシア語）とは違う独自の「現代的」なペルシア語を確立することに尽力した。特にブハーラーなどの宮廷では詩文や年代記などの創作によってこれら新たなペルシア語による最初の文芸復興がなされた。9世紀以降に現れるアラビア文字で書かれアラビア語の借用語を多く用いたペルシア語を、特に近世ペルシア語と称する。これ以降、中央アジアはテュルク・モンゴル系の諸政権の支配を受けたが、近世ペルシア語文芸はそれら諸政権の庇護下で隆盛し、近代に至るまで中央アジア（マー・ワラー・アンナフル）はホラーサーンやイラン中部、
ファールス地方などと並ぶ、近世ペルシア語文芸の一中心地であり続けた。この近世ペルシア語の誕生地はまさに現在、タジク語などが話される中央アジアである。
今日「ペルシア語」と言った場合イラン・イスラーム共和国で公用語とされる近世・現代ペルシア語を指すが、タジク語とは中央アジアにおける近世ペルシア語を母体とする言語である。
中央アジアのペルシア語圏がロシア帝国トルキスタン総督府の支配下に入ると、タジク人に対するテュルク化が推進され、多くのタジク人がウズベク語をも使うようになった。ロシア革命によるソビエト連邦の成立後もしばらくはタジク人に対するテュルク化（ウズベク化）が推進された。

## タジク語の成立
1924年にタジク自治ソビエト社会主義共和国がウズベク・ソビエト社会主義共和国内の自治共和国として成立し、1929年に独立したタジク・ソビエト社会主義共和国となると、タジク語はその公用語として従来よりは安定した地位を得ることになった。ソビエト連邦では政治的な意図からタジク語はイランなどのペルシア語とは別の独立した言語であると主張されるようになったが、上記の通り本来は近世ペルシア語の中央アジア方言にあたる。1928年、ソビエト連邦政府によりラテン文字による表記が制定されたが、1939年以降はキリル文字を用いて表記されるようになった。また、ソビエト連邦時代はロシア化が進行した。

## 音韻組織

### 母音
| 母音 | 母音  | 母音  | 母音       |
|      | 前舌  | 中舌  | 奥舌       |
| ---- | ----- | ----- | ---------- |
| 高   | и [i] |       | у [u]      |
| 半狭 | е [e] | ӯ [u̇] |            |
| 低   | а [a] |       | о 下記参照 |

※後舌広母音の発音記号は識者により [o] 、[ɒ] 、[ɔː] と異なった措定がされる。

### 子音
|          | 両唇音      | 歯音/歯茎音 | 後部歯茎音    | 硬口蓋音 | 軟口蓋音    | 口蓋垂音    | 声門音 |
| -------- | ----------- | ----------- | ------------- | -------- | ----------- | ----------- | ------ |
| 鼻音     | м /m/       | н /n/       |               |          |             |             |        |
| 破裂音   | п б /p/ /b/ | т д /t/ /d/ |               |          | к г /k/ /g/ | қ /q/       | ъ /ʔ/  |
| 摩擦音   | ф в /f/ /v/ | с з /s/ /z/ | ш ж /ʃ/ /ʒ/   |          |             | х ғ /χ/ /ʁ/ | ҳ /h/  |
| 破擦音   |             |             | ч ҷ /tʃ/ /dʒ/ |          |             |             |        |
| ふるえ音 |             | р /r/       |               |          |             |             |        |
| 接近音   |             | л /l/       |               | й /j/    |             |             |        |

## 文字
| キリル文字 | ラテン文字 | IPA       |
| ---------- | ---------- | --------- |
| А а        | A a        | [a]       |
| Б б        | B b        | [b]       |
| В в        | V v        | [v]       |
| Г г        | G g        | [g]       |
| Ғ ғ        | Ƣ ƣ        | [ʁ]       |
| Д д        | D d        | [d]       |
| Е е        | Je je, E e | [je], [e] |
| Ё ё        | Jo jo      | [jo]      |
| Ж ж        | Ƶ ƶ        | [ʒ]       |
| З з        | Z z        | [z]       |
| И и        | I i        | [i]       |
| Ӣ ӣ        | ī          | [ʲi]      |
| Й й        | J j        | [j]       |
| К к        | K k        | [k]       |
| Қ қ        | Q q        | [q]       |
| Л л        | L l        | [l]       |
| М м        | M m        | [m]       |
| Н н        | N n        | [n]       |
| О о        | O o        | [o]       |
| П п        | P p        | [p]       |
| Р р        | R r        | [ɾ]       |
| С с        | S s        | [s]       |
| Т т        | T t        | [t]       |
| У у        | U u        | [u]       |
| Ӯ ӯ        | Ū ū        | [ɵ]       |
| Ф ф        | F f        | [f]       |
| Х х        | X x        | [χ]       |
| Ҳ ҳ        | H h        | [h]       |
| Ч ч        | C c        | [ʧ]       |
| Ҷ ҷ        | Ç ç        | [ʤ]       |
| Ш ш        | Ş ş        | [ʃ]       |
| Ъ ъ        | '          | [ʔ]       |
| Э э        | E e        | [e]       |
| Ю ю        | Ju ju      | [ju]      |
| Я я        | Ja ja      | [ja]      |

## 語彙
タジク語の語彙は全般的に守旧的で、イランとアフガニスタンで使用されなくなった単語が豊富に残っている。例：арзиз (arziz)「スズ」（元素）、фарбеҳ (farbeh)「太った」。直近では、ソ連の構成国家だった歴史的事情からロシア語からの借用語彙が多数入っており、社会経済学、科学技術、政治関連の語彙の多くはロシア語からの借用となっている。地理的に近いウズベク語からの借用もあり、イスラム教の国家としてアラビア語からの借用もある。1980年代後半より、借用語をタジク語に置き換える動きが進められ、その手法としては、廃れた古い語彙の復活か、新語の創出によっている。例えば、гармкунак (garmkunak)（「ヒーター、暖房」）や чангкашак (čangkašak)（「掃除機」）のような新語は、イランとアフガニスタンの同義の語彙とは異なっており、タジク語とその他のペルシア系言語の間での意思疎通の妨げの要因となっている。
下の表では、対比のため、ペルシア語、パシュトー語、クルド語（と英語などのインド・ヨーロッパ語族の言語）を合わせて掲載している。
| タジク語                             | моҳ (moh)    | нав (nav)   | модар (modar) | хоҳар (xohar) | шаб (šab)   | бинӣ (binī)       | се (se)     | сиёҳ (siyoh)  | сурх (surx)                   | зард (zard)   | сабз (sabz)              | гург (gurg) |
| ------------------------------------ | ------------ | ----------- | ------------- | ------------- | ----------- | ----------------- | ----------- | ------------- | ----------------------------- | ------------- | ------------------------ | ----------- |
| 意味                                 | 月（暦の）   | 新しい      | 母            | 姉妹          | 夜          | 鼻                | 3           | 黒い          | 赤い                          | 黄色い        | 緑の                     | 狼          |
| その他のペルシア系言語               |              |             |               |               |             |                   |             |               |                               |               |                          |             |
| ペルシア語                           | ماه māh      | نو nou      | مادر mādar    | خواهر xāhar   | شب šab      | بینی bīnī         | سه se       | سياه siyāh    | سرخ sorx                      | زرد zard      | سبز sabz                 | گرگ gorg    |
| パシュトー語                         | میاشت myâsht | نوی nəwai   | مور mor       | خور xor       | ښپه shpa    | پوزه poza         | درې dre     | تور tor       | سور sur                       | زیړ zyaṛ      | شين، زرغون shin, zərghun | لېوه lewə   |
| クルド語                             | meh          | nû          | dê            | xwîşk         | şev         | poz               | sisê, sê    | reş           | sor                           | zer           | kesk                     | gur         |
| その他のインド・ヨーロッパ語族の言語 |              |             |               |               |             |                   |             |               |                               |               |                          |             |
| 英語                                 | month        | new         | mother        | sister        | night       | nose              | three       | black         | red                           | yellow        | green                    | wolf        |
| アルメニア語                         | ամիս amis    | նոր nor     | մայր mayr     | քույր k'uyr   | գիշեր gišer | քիթ k'it'         | երեք yerek' | սև sev        | կարմիր karmir                 | դեղին deġin   | կանաչ kanač              | գայլ gayl   |
| サンスクリット語                     | मास māsa      | नव nava     | मातृ mātṛ       | स्वसृ svasṛ     | नक्त nakta   | नस, नासा nasa, nāsā | त्रि tri      | श्याम śyāma     | रुधिर rudhira                   | पीत pīta       | हरित harita               | वृक vṛka     |
| ロシア語                             | месяц mésjac | новый nóvyj | мать matʹ     | сестра sestrá | ночь nočʹ   | нос nos           | три tri     | чёрный čórnyj | красный, рыжий krásnyj, rýžij | жёлтый žóltyj | зелёный zeljónyj         | волк volk   |